# Paragus atlasi
Paragus atlasi är en tvåvingeart som beskrevs av Claussen 1989. Paragus atlasi ingår i släktet stäppblomflugor, och familjen blomflugor.
Artens utbredningsområde är Marocko. Inga underarter finns listade i Catalogue of Life.